# 德拉·H·雷尼
德拉·海登·雷尼（英語：Della Hayden Raney，1912年1月10日—1987年10月23日），美国陆军护士团护理师。雷尼是第一位报到参加二战护理任务的非裔美国人，也是第一位被任命为首席护理师的非裔美国人。1944年，她成为第一位陆军航空军下属的黑人护理上尉，并在1946年晋升为少校。1978年，雷尼从陆军退休。

## 生平
德拉·H·雷尼于1912年1月10日出生在弗吉尼亚州萨福克市，于1937年毕业于林肯医院护理学校。在林肯医院期间，她曾担任手术主管，并在入伍之前还在弗吉尼亚州诺福克的社区医院和温斯顿-塞勒姆的K.B.雷诺兹医院工作。
1941年4月，雷尼报到服役，并成为第一位在二战期间加入陆军护士团的非裔美国护士。雷尼以二级中尉的身份首先被派驻布拉格堡，在那里担任护理主管。第二年，她被调到了塔斯基吉空军基地医院，担任首席护理师，并于1944年晋升为上尉。同年，她被调往华丘卡堡。当时，她是唯一一个以该级别并在陆军航空军工作的黑人女性。1946年，她在比尔空军基地担任护理主任。雷尼在那一年晋升为少校，成为美国陆军中第一个获得少校军衔的黑人护士。在1950年代，她被派驻到珀西·琼斯陆军医院。直到1978年退休，雷尼一直在陆军服役。
1978年，雷尼获得塔斯基吉空军的表彰。战友们称她为“雷尼夫人”（Maw Raney）。1987年10月23日，雷尼去世。2012年，塔斯基吉空军和国家黑人护士协会于以雷尼的名字创建了一项奖学金。